# ユニオン郡 (オレゴン州)
座標: 北緯45度19分 西経118度5分 / 北緯45.317度 西経118.083度
ユニオン郡（ユニオンぐん、英: Union County）は、アメリカ合衆国オレゴン州の郡の一つ。名称は郡内にあるユニオン市に由来する。2000年の人口は24,530人。郡庁所在地はラグランド。

## 経済
元々、郡の主要産業は鉱山業であったが、肝心の鉱山の殆どは1901年にベーカー郡に併合された。以後、農業（小麦、果実、野菜、草の実）、牛飼育、羊飼育、伐木業が、主要産業となっている。近くの山脈や川は、狩猟、釣魚、スキー、キャンプに適しており、休暇中は多くの人々が集まる。農務省林野部が郡の陸地の47%を保有している。

## 歴史
1860年代初期に起きたオレゴン州東部の人口増加を受けて、州議会は1962年、ワスコ郡からユマティラ郡とベーカー郡を分郡して発足。グランド・ロンド渓谷（Grande Ronde Valley）に更に移民が増えたことにより、1864年10月14日にベーカー郡からユニオン郡が分かれて成立した。
郡庁所在地をどこに置くかを巡り、ラグランドとユニオンの間で、地理的側面、経済的側面、人口増加の側面などから激しい競争が起きた。郡庁所在地はラグランドとユニオンを交互に往復したが、1905年にラグランドに落ち着いた。1875年から1913年まで、ユニオン郡の郡境は、ベーカー郡、ユマティラ郡、ワロワ郡の郡境との間で複数回の調整があった。

## 地理
アメリカ合衆国国勢調査局によれば、ユニオン郡の総面積 5,280 km2（2,039 mi2）の内、5,275 km2（2,037 mi2）が陸地、5 km2（2 mi2）が水地である。

### 隣接郡
- ユマティラ郡 - 西
- ワロワ郡 - 東
- ベーカー郡 - 南
- グラント郡 - 南西

## 共同体

### 行政都市
| - コーブ - エルギン - インブラー - アイランドシティ | - ラグランド - ノース・パウダー - サマービル - ユニオン |

### 未編入共同体
| - アリセル - キャンプ・エルクナー - ヒルガード - ホット・レイク - メディカル・スプリングス | - ペリー - ポンドサ - スターキー - テロカセト |